# Michael Heinemann
Michael Heinemann (Bergisch Gladbach, 5 mars 1959) est un musicologue et professeur allemand.

## Carrière
Michael Heinemann passe son baccalauréat au Nicolaus-Cuse-Lycée Bergisch Gladbach en 1977. De 1978 à 1985, il étudie la musique sacrée catholique (BA 1982), la pédagogie musicale (professeur de musique 1983) et l'orgue (diplôme de concertiste 1985), dans la classe de Wolfgang Stockmeier, à la Hochschule für musik de Cologne. De 1982 à 1988, il étudie la musicologie, la philosophie et l'histoire de l'art au sein des universités de Cologne, Bonn et Berlin, que sanctionne en 1988, le titre de Magister Artium. De 1986 à 1989, il participe en tant que précepteur à l'Institut de musicologie de l'université technique de Berlin, avec Carl Dahlhaus. De 1989 à 1991, il reçoit une promotion du Land de Berlin où en 1991 à l'université technique de Berlin, il soutient sa thèse de doctorat : « Die Bach-Rezeption von Franz Liszt ». De 1991 à 1993, il travaille en tant que musicologue à la publication de livres et  travaux rédactionnels pour les radios. En même temps, il donne des conférences à la Haute école de musique Hanns Eisler de Berlin, à la Haute école de musique Carl Maria von Weber de Dresde, ainsi qu'à la Folkwang Hochschule d'Essen. De 1994 à 1996, il reçoit son habilitation de la communauté de recherche allemande. En 1997, Heinemann passe sa thèse d'habilitation à l'université technique de Berlin : une étude sur la théorie de la musique au XVIIe siècle.
De 1998 à 2000, il est nommé professeur de musicologie à l'Université de musique Carl Maria von Weber à Dresde. De 2003 à 2006, il est doyen de la Faculté II.
Les domaines de recherches de Michael Heinemann, se centrent entre autres, sur l'histoire de la réception de l'œuvre de Bach, ainsi que, en collaboration avec la maison Robert Schumann de Zwickau – une édition des lettres de Robert et Clara Schumann, dont Michael Heinemann est l'éditeur. Heinemann est le rédacteur en chef et coéditeur de nombreux livres et collections.

## Vie personnelle
Heinemann, est marié avec Susanne Gänshirt-Heinemann depuis 1990.

## Publications (sélection)

### En tant qu'auteur
- Der Komponist für Komponisten. Bach-Rezeptionen vom 18. bis zum 20. Jahrhundert (= Bach nach Bach 2). Cologne 2010,  (ISBN 978-3-936655-71-1).
- Claudio Monteverdi. Die Entdeckung der Leidenschaft. Schott, Mayence 2017,  (ISBN 978-3-7957-1213-6).

### En tant qu'éditeur et coauteur
- avec Hans John, Die Dresdner Oper im 19. Jahrhundert (= Musik in Dresden 1), Laaber 1995.
- avec Hans John, Die Dresdner Oper im 20. Jahrhundert (= Musik in Dresden 7), Laaber 2001.
- Hermann Abert, Johann Sebastian Bach. Bausteine zu einer Biographie (= Bach nach Bach 1). Köln 2008,  (ISBN 978-3-936655-56-8).
- avec Hans-Joachim Hinrichsen et Carmen Ottner: Öffentliche Einsamkeit. Das deutschsprachige Lied und seine Komponisten im frühen 20. Jahrhundert, Cologne 2009,  (ISBN 978-3-936655-73-5).
- Schriftstücke von Heinrich Schütz (= Schütz-Dokumente 1). Unter Verwendung der von Manfred Fechner und Konstanze Kremtz nach den Quellen erarbeiteten Textübertragungen. Cologne 2010,  (ISBN 978-3-936655-80-3).
- avec Kristel Pappel, Oper mit Herz. Das Musiktheater des Joachim Herz. Vol. 1 à 3 : Cologne 2010–2011,  (ISBN 978-3-936655-92-6),  (ISBN 978-3-936655-93-3),  (ISBN 978-3-936655-94-0).
- Johann Rosenmüller: Kernsprüche I (= Kritische Ausgabe sämtlicher Werke von Johann Rosenmüller, éd. de Holger Eichhorn, 1), Cologne 2012.